# Isole Farallon
Le Isole Farallon (in inglese Farallon Islands, in spagnolo Los Farallones), sono un gruppo di isole, isolotti e scogli che si trovano nel Golfo delle Farallones, al largo delle coste di San Francisco, stato della California, USA. Si trovano a 43 km (27 miglia) navigando verso ovest dal ponte Golden Gate e 32 km (20 miglia) a sud di Point Reyes. Spesso sono visibili dalla terraferma di San Francisco in giornate con cielo limpido. Le isole sono ufficialmente parte della contea e città di San Francisco.

## Geologia
Le Isole Farallon sono una delle propaggini oceaniche del "Salinian Block", una vasta provincia geologica granitica di crosta continentale che condivide la sua formazione con il nucleo della Sierra Nevada. Il blocco di granito è stato spezzato a sud e trascinato a nord dalla faglia di Sant'Andrea che si trova ad est delle isole. Altri esempi vicini del "Salinian Block" includono la penisola di Point Reyes e il capo "Bodega Head".

## Geografia

### Descrizione
Le isole sono una catena che si estende da nordovest a sudest per 8 km.
L'estensione totale è di 0,42 km².
Le acque territoriali misurano 247,5 km².
Inizialmente le isole vennero sfruttate per le uova di uccelli e per le pellicce di leone marino, e in seguito divennero la sede di una stazione radio con un faro.
Dal 1969 sono dichiarate protette come oasi naturalistica, e contengono la maggiore colonia di uccelli marini negli Stati Uniti continentali.
Le isole sono parte della municipalità e della contea di San Francisco, afferenti al distretto di Richmond.
| 2000 | South Farallon Islands | 387688 m² | 109 m s.l.m. | 37°41′49″N 123°00′07″W |
| 2001 | Middle Farallon Island | 3362 m²   | 6 m s.l.m.   | 37°43′37″N 123°01′52″W |
| 2002 | North Farallon Islands | 28270 m²  | 47 m s.l.m.  | 37°45′37″N 123°05′49″W |
| -    | Fanny Shoal            | -         | −4 m s.l.m.  | 37°46′40″N 123°10′19″W |

### South Farallon Islands
- La Southeast Farallon Island (SEFI) è l'isola maggiore, con un'area di 0,31 km² (310.406 m²) ed è l'unica isola abitata dell'arcipelago. Ha una forma piramidale ed è alta 109 metri. Il picco, Tower Hill (un doppio picco con i colli Lighthouse Hill e Little Lighthouse Hill), ospita un faro, il Farallon Island Light. L'area piatta a sudest dell'isola viene chiamata Marine Terrace.
- Seal Rock (la rocca Saddle), che si trova 250 metri a sud di SEFI, è uno scoglio largo 80 x 250 metri, alto 25 metri.

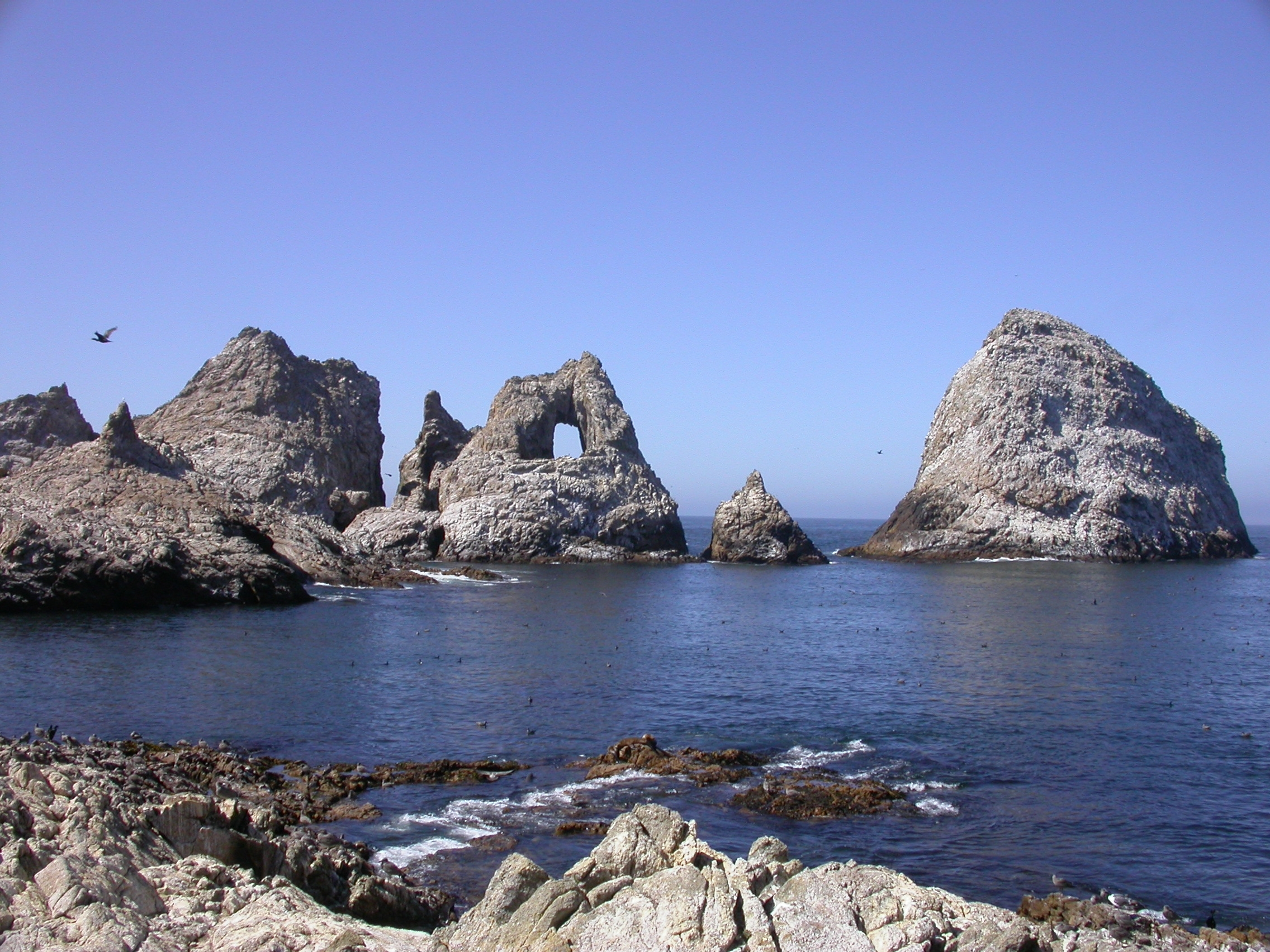
Aulon Island, Great Arch Rock and Sugarloaf, as seen from SEFI.

- Le Drunk Uncle Islets sono un gruppo di piccoli faraglioni e rocce a nordovest della "Maintop Island".

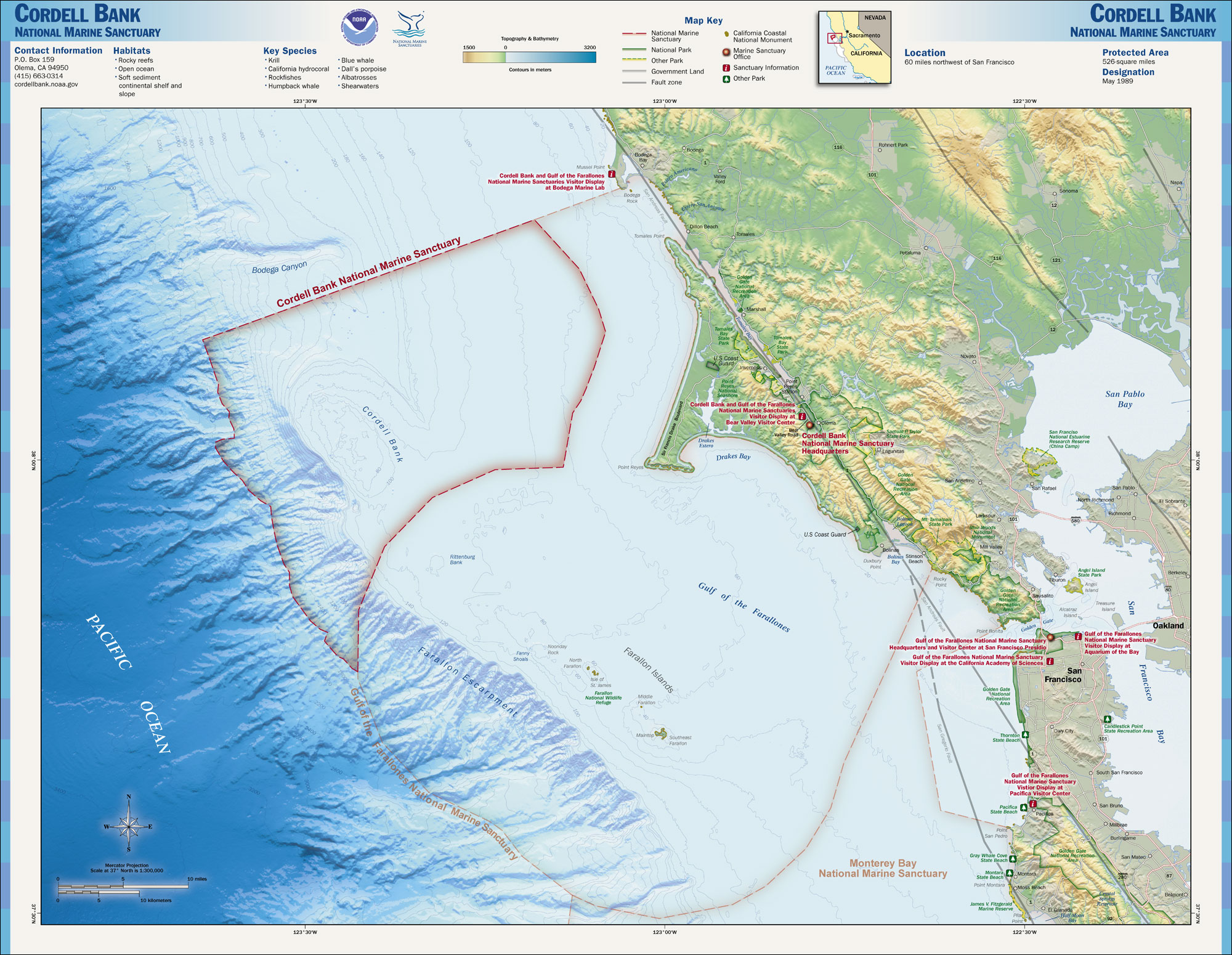
Farallon Islands and banks further northwest

### Middle Farallon Island
La Middle Farallon Island, 3 km a nordovest di SEFI, è una roccia nera, con elevazione massima di 6 metri, coperta da guano, di 65 metri di diametro, con un'area di 3.362 m². L'isola viene informalmente chiamata "il foruncolo" (the pimple).

### North Farallon Islands
Le North Farallon Islands, 7 più a nordovest, consistono di due gruppi di isole e rocce nude alte da 31 a 85 metri, con un'area aggregata di 28.270 m²
- La North Farallon Island, è alta 31 metri, lunga 150 metri, area di 9.260 m²
- La Island of St. James, è alta 47 metri, area di 12.380 m²
- Cinque rocce senza nome di diametro inferiore ai 20 metri

Alcune di queste rocce senza nome hanno denominazioni in spagnolo, come Piedra Guadalupe, Peñasco Quebrado e Farallón Vizcaíno.

## Storia

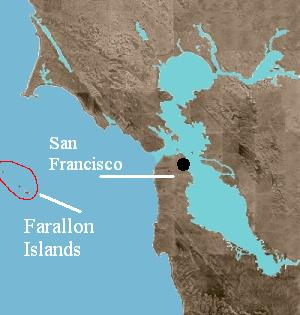
Carta della baia di San Francisco con indicata la posizione delle isole Farallon

Le isole erano da lungo tempo conosciute dagli indiani americani che popolavano la zona della baia prima dell'arrivo degli europei, ma non si pensa che l'abbiano mai abitata. Il primo europeo a riportare le isole è stato il corsaro inglese Francis Drake, che pose piede sulle isole il 24 luglio del 1579, per raccogliere carne di pinnipedi e le uova degli uccelli marini per nutrire la sua ciurma. Le battezzò Isole di Saint James, un nome che sopravvive ancora, dato che lo porta un isolotto della parte rocciosa dei Farallones del nord.
Alle isole venne dato date il nome di "Farallones" (i faraglioni) da Sebastián Vizcaíno, che le visitò nel 1603. Durante gli anni che seguono la loro scoperta, le isole vennero sfruttate dai cacciatori di leoni marini, in primo luogo provenienti dalla Nuova Inghilterra e successivamente dalla Russia. I russi costruirono una stazione di caccia dei leoni marini dal 1819 al 1838, decimando la popolazione dei pinnipedi da pelliccia (non si se la popolazione originaria fosse di elefanti marini da pelliccia nordici o di otarie da pelliccia delle Guadalupe anche se gli elefanti marini da pelliccia settentrionali sono la specie che vigorosamente colonizza le isole dopo che esse sono state protette) (White, 1995).
Dopo che nel 1848 il Messico cede l'Alta California agli Stati Uniti la zona si collega allo sviluppo della città di San Francisco. Nel 1853 il SEFI costruisce un faro. Queste attività, assieme alla minaccia di stravasi di petrolio in mare da parte delle navi in rotta verso il vicino porto di San Francisco, induce il presidente Theodore Roosevelt a firmare l'ordine esecutivo no. 1043 del 1909, dichiarando le isole Farallon riserva naturale (ma soltanto la parte nord della catena). La protezione viene estesa a tutte le isole nel 1969 quando vengono dichiarate "National Wildlife Refuge".
Le isole attualmente sono gestite dallo United States Fish and Wildlife Service, assieme allo PRBO Conservation Science con base a Marin County (già Point Reyes Bird Observatory - PRBO). Le isole sono attualmente un santuario naturale, luogo di ricerca ecologia a lungo termine. Oggi, l'arcipelago di Farallones è chiuso al pubblico, anche se ornitologi ed entusiasti della fauna selvatica possono avvicinarsi sulle barche per l'osservazione delle balene.

## Rifiuti nucleari

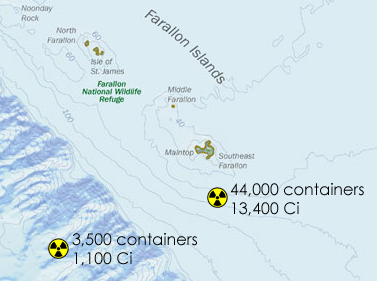
In questa mappa sono localizzate con una certa approssimazione le principali discariche nucleari delle Farallon, in base alla ricognizione dell'United States Environmental Protection Agency del 1980.

Dal 1946 al 1970, il mare attorno alle Farallones è stato usato come discarica nucleare per scorie radioattive sotto l'autorità della Atomic Energy Commission in un luogo denominato Farallon Island Nuclear Waste Dump. La maggior parte della discarica avvenne prima del 1960 (nel 1970 gli Stati Uniti hanno proibito ogni scarico di rifiuti radioattivi in mare). Secondo un rapporto del 1980 della Environmental Protection Agency, circa 47.500 contenitori (barili in acciaio da 55 galloni), furono abbandonati nei pressi delle Farallones, con un'attività radioattiva totale stimata di 14.500 Ci. Quasi tutti, eccetto 3.500 vennero inabissati alle coordinate 37°37′N 123°17′W; il resto venne scaricato alle coordinate 37°38′N 123°08′W.
La principale agenzia militare che usava questo sito come discarica nucleare era il Naval Radiological Defense Laboratory, di San Francisco, che ricevette l'incarico della decontaminazione delle navi presenti nell'operazione Crossroads, il primo test nucleare eseguito nell'Atollo di Bikini nel 1946 e portò avanti ulteriori lavori radiologici nel corso del periodo. La nave USS Independence, fortemente radioattiva, perché era stata usata come bersaglio nell'operazione Crossroads, "carica di rifiuti radioattivi della NRDL e altri generatori, venne rimorchiata in mare e affondata," apparentemente nei pressi di questo sito.

### Elevata incidenza di cancro della mammella nella vicina costa a nord del Golden Gate
L'area di costa immediatamente di fronte a le isole Farallon, è la Marin County (collegata con San Francisco tramite il Golden Gate), dove si registra la più alta incidenza percentuale di carcinoma della mammella in tutti gli Stati Uniti, anche se alcuni ricercatori collegano questa morbilità a fughe radioattive dalla centrale nucleare di Rancho Seco.

## Fauna

### Uccelli marini
Le isole Farallon sono una riserva importante che protegge un'enorme colonia di uccelli marini. La posizione delle isole in una regione del Pacifico altamente produttiva (corrente della California) e dal lato orientale (fenomeno di risalita dei nutrienti), così come l'assenza di altre grandi isole che possano fornire luoghi adatti di nidificazione, favorisce una popolazione di uccelli marini oltre i 250.000 esemplari. Dodici specie di uccelli marini nidificano sulle isole: il gabbiano occidentale, in cormorano di Brandt, il cormorano pelagico, il cormorano bi-crestato, l'uria di Guillemot, l'uria comune, l'alca minore di Cassin, il pulcinella dai ciuffi, la beccaccia di mare nera del Nordamerica, l'alca minore rinoceronte e lo storno delle tempeste codaforcuta.
L'isola ha la più grande colonia nel mondo di gabbiani occidentali e dei petrelli della tempesta cinerei, la seconda specie di queste è considerata a rischio di estinzione e ha una priorità di conservazione. L'isola inoltre è la terra di svernamento di parecchie specie di uccelli migratori e attrae regolarmente uccelli itineranti (circa 400 specie di uccelli sono state registrate sopra o attorno all'isola).

### Otarie
Cinque specie di pinnipedi riposano e si accoppiano sulle spiagge di queste isole, allevando i cuccioli in alcuni casi. Questi sono l'elefante marino settentrionale, la foca comune, il leone marino di Steller, l'otaria della California e il callorino dell'Alaska (l'ultimo di questi, come il Auklet rinoceronte, ricomincia a tornare dopo che è stata dichiarato specie protetta).

### Balene
Parecchie specie di cetacei si trovano di frequente nei pressi delle isole di Farallon, più spesso la balena grigia, la balenottera azzurra e le megattere. Le balene azzurre e le megattere dalla gobba il più delle volte si trovano vicino alle isole nella stagione estiva e nell'autunno, quando il forte fenomeno di risalita dei nutrienti può sostenere una ricca catena nutritiva pelagica. Le balene grigie si trovano spesso ai Farallones durante la loro migrazione primaverile verso nord e durante la migrazione verso sud in autunno/inverno. Alcune balene grigie possono essere trovate anche durante l'estate, quando poche balene si sottraggono al viaggio verso l'Alaska e decidono di passare i mesi estivi al largo del litorale del Canada e degli Stati Uniti continentali.

### Squali
La popolazione degli elefanti marini attira molti squali bianchi, la cui presenza e pericolosità sono ben noti attorno a queste isole. Nel 1970, alle Farallon i biologi marini hanno filmato il primo attacco dello squalo bianco contro un leone marino di Steller. Durante i quindici anni successivi, più di cento attacchi alle foche e ai leoni di mare sono stati osservati da vicino. Durante l'anno 2000, i biologi hanno registrato quasi ottanta attacchi in una singola stagione. Nessuno aveva mai documentato prima un tale comportamento fra i grandi squali bianchi.
Mentre i maschi ritornano annualmente, le femmine tornano soltanto ogni due anni, spesso con morsi nuovi e profondi attorno alle loro teste. La popolazione stagionale al Farallones è numericamente variabile: da trenta a cento. Il mare di Farallones è unico per le dimensioni di grandi squali bianchi che ci passano. La lunghezza media dei grandi squali bianchi al massimo della loro crescita è di 4 a 4,8 metri, con un peso di 680-1.100 chilogrammi, e generalmente le femmine sono più grandi dei maschi.
Sono state viste anche orche marine che attaccavano gli squali.

## Curiosità
- L'isola citata nel film The Island, diretto dal regista Michael Bay, sembra proprio essere una delle isole Farallon.
- Il 4 ottobre 1997 un'orca ha ucciso uno squalo bianco nel sud delle Farallon. Per il resto della stagione di caccia delle otarie e delle foche (settembre-dicembre) gli squali sono scomparsi dalle isole. La stessa cosa si è ripetuta il 19 novembre 2000.